# Чеченська мафія
Чеченська мафія (чеч. Нохчийн мафи, Noxçiyn mafi) — організовані злочинні угруповання, які сформовані за етнічною ознакою переважно з чеченців. Вважаються одними з найбільших угруповань, які діють на території земель колишнього СРСР разом з іншими російськими угрупованнями.

## Структура
У той час як більшість слов’янських і кавказьких злочинних угруповань часів СРСР наслідували культуру «злодіїв у законі», чеченці здебільшого опиралися цьому. Вони віддавали перевагу племінній структурі (тайп), а також концепції абрека — героя-ізгоя, позбавленого страху.

## Зародження та діяльність
З середини 1980-х років почали діяти в Москві. На початку 1990-х років угруповання активно залучені в готельному та гральному бізнесі. Лідерами були Хож-Ахмет Нухаєв («Хожа»), Микола «Хоза» Сулейманов, Мовладі Атлангерієв, Султан Даудов («Султан Балашихінський»).
У 1992-1994 роки з дев'яти банків Чечні надійшло 485 фальшивих авізо на суму 1 трлн рублів. Слідчий комітет МВС Росії розкрив діяльність групи, до якої входили Хусейн Чекуєв, Шаман Зелімханов та Алі Ібрагімов. Було порушено 250 кримінальних справ та виявлено 2,5 тисячі фальшивих авізо на суму понад 270 млрд рублів..

## Підтримка озброєних формувань
За даними «Российской газеты», чеченські злочинні угруповання, які діяли в багатьох містах Росії та контролювали близько 2 тисяч комерційних фірм і банків, є одними з основних джерел фінансування незаконних озброєних формувань.. За даними заступника директора Федеральної служби податкової поліції Росії Асланбека Хаупшева, чеченська діаспора Москви контролювала десятки кредитно-фінансових установ, через які відбувалося відмивання грошей..
З 1997 року чеченські злочинні угруповання почали створювати механізми з відмивання грошей у банках Краснодарського й Ставропольського країв у Ростовській області.
З 1996 року до 80 % нафти, яка видобувається в Чечні, розкрадалася і перероблялася на підпільних виробництвах. У січні-травні 1999 року з трубопроводу, що проходить територією Чечні, було викрадено 120 тисяч тонн азербайджанської нафти. Окрім цього, концерн "Чечентранснефть" отримав 65 мільйонів рублів за забезпечення цього транзиту.
У 1999 році управління Федеральної служби податкової поліції РФ в Краснодарському краї порушило 9 кримінальних справ проти керівників організацій, що знаходилися під контролем чеченських злочинних угруповань, і провело заходи щодо 71 підприємства. Управління в Ставропольському краї виявило 5 етнічних організованих злочинних спільнот, причетних до діяльності низки комерційних структур, та провело оперативно-розшукові заходи щодо підозрюваних у фінансуванні бандитських формувань у Чечні. У Карачаєво-Черкесії було перевірено 12 комерційних організацій, зареєстрованих на учасників злочинних формувань, та понад 20 організацій, що були їм підконтрольні. У 1999 році було ліквідовано низку джерел доходів чеченських злочинних угруповань у Приморському краї, Астраханській, Новгородській та Липецькій областях.
З початку 1990-х років вихідці з Чечні створили в Самарі й Тольятті комерційні структури за підтримки чеченських злочинних угруповань. За даними журналу «Профиль», чеченське угруповання в Тольятті перераховувало бандитським формуванням до $1 млн щомісяця з початку війни в Чечні.. За словами президента асоціації ветеранів антитерористичної групи "Альфа" Сергія Гончарова, "значну частину грошей чеченці отримують від представників чеченської діаспори в Росії". Після того, як сепаратист Умаров оголосив про створення «Кавказького емірату» і закликав до війни з Росією, у Тольятті було підірвано автобус, у якому загинуло 8 людей..
У 2004 році були затримані лідери чеченських злочинних угруповань Омар Бекаєв (Омар Уфимський) та Салман-Парусей Абдурзаков (Тімур Саратовський), які підозрюються у фінансуванні чеченських формувань. Обидва громадяни, за відомостями видання «Коммерсантъ», мали статус «злодіїв у законі». Як повідомив представник Головного управління по боротьбі з організованою злочинністю і корупцією, "пожертви кримінальних лідерів — одна із статей доходів польових командирів у Чечні, тому наші оперативники постійно націлені на виявлення та затримання таких лідерів та авторитетів". За даними МВС Росії, у 1990-ті роки Бекаєв керував злочинною діяльністю кількох чеченських угруповань у Башкортостані..

## Зв'язки з урядом Чечні
За Рамзана Кадирова криміналізація Чечні набула дещо іншого характеру. Урядовців звинувачують у розкраданні мільярдів державних коштів із Москви, таким чином перетворюючи Чечню на фінансову "чорну діру". Кадирівці вважаються відповідальними за низку вбивств і замахів. Деякі з них мають політичний характер, як у випадку з братами Ямадаєвими, а деякі пов’язані з бізнесом, як-от спроба нападу на банкіра Германа Горбунцова в Лондоні в 2012 році.

## Діяльність в інших країнах
Чеченські злочинні угруповання також діють за межами Росії.
За словами представника Головного управління кримінальної поліції Латвії, чеченське злочинне угруповання вважається одним із найнебезпечніших. Їхня діяльність пов'язана з Вентспілським нафтотерміналом. Члени угруповання розповсюджували фальшиві гроші, намагалися контролювати нафтобізнес, банки та будівництво..